# Tykkimäki (quartier)
Pour les articles homonymes, voir Tykkimäki.
Tykkimäki est un quartier et une zone statistique du district central de Kouvola en Finlande .

## Description
Tykkimäki est situé à environ cinq kilomètres à l'est du centre de Kouvola, c'est-à-dire de Kangas, dans la partie orientale de Kouvola, à l'est de la Valtatie 15. 
Tykkimäki est principalement une zone industrielle, d'une zone de loisirs.
Le parc d'attractions de Tykkimäki est situé dans la partie centrale de Tykkimäki, au sud de la 
route nationale 6 et à l'est de la route nationale 15.
La partie sud de Tykkimäki est la zone industrielle de Kullasvaara.
Elle comprend, entre-autres, de nombreux services logistiques, deux pistes automobiles et un golf. 
Le seul terminal multimodal Kouvola RRT de Finlande Kouvola RRT est construit depuis 2019  à Kullasvaara le long de la voie ferrée de Carélie, qui emploiera de nombreux travailleurs de l'industrie de la logistique. 
La zone industrielle de Tehola, qui forme un ensemble avec Kullasvaara, est située du côté du quartier de Tornionmäki.
Le lac Käyrälampi est situé dans la partie nord de Tykkimäki.
Sur son rivage se trouve la plage du Käyrälampi, le parc aquatique de Tykkimäki (fi) ouvert en 2014 et le camping de Tykkimäki.
Les quartiers voisins sont Tornionmäki, Lehtomäki, Mielakka, Niinistö, Jokela et Aitomäki.

## Galerie

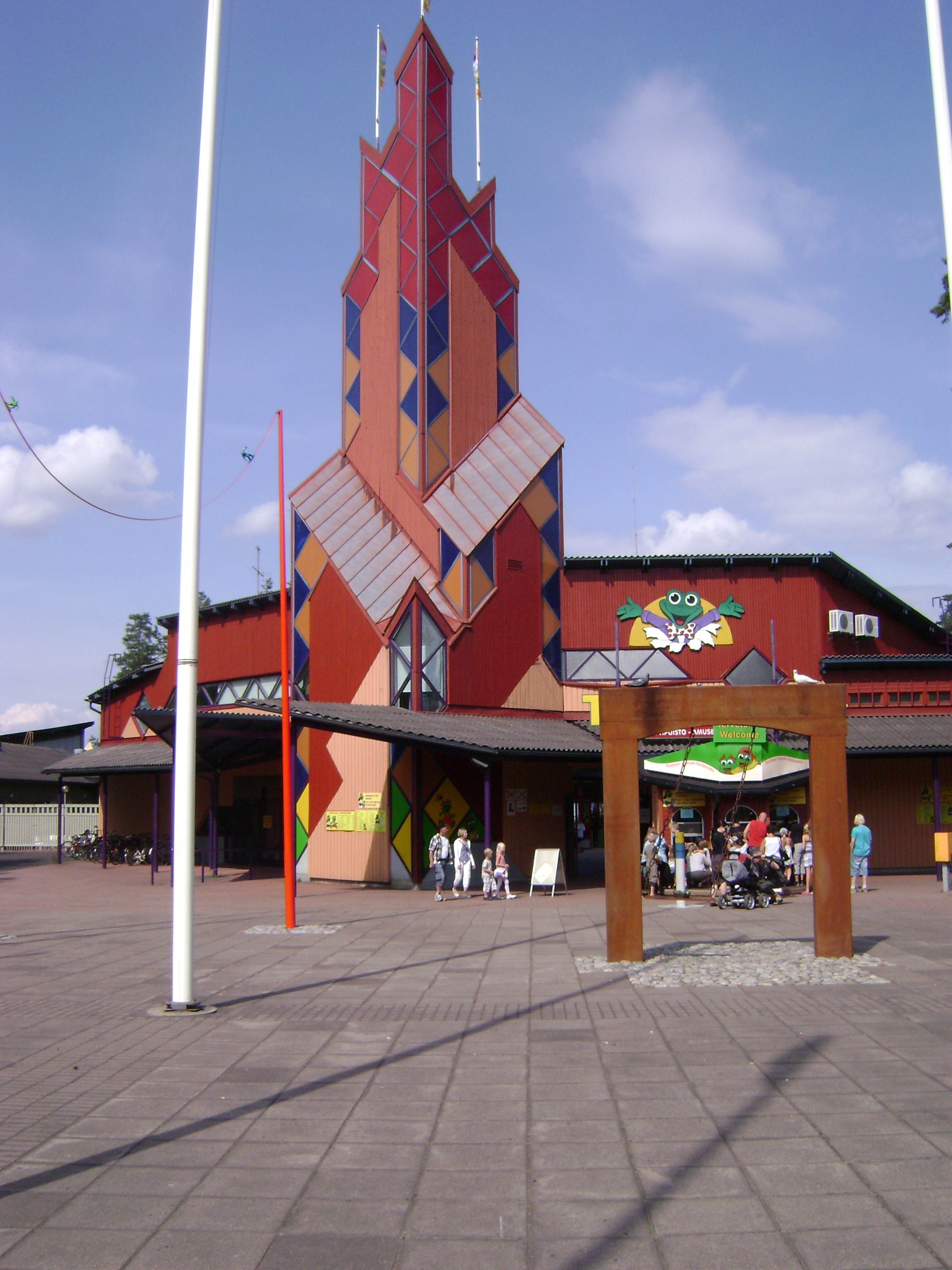
Entrée du parc d'attractions de Tykkimäki.
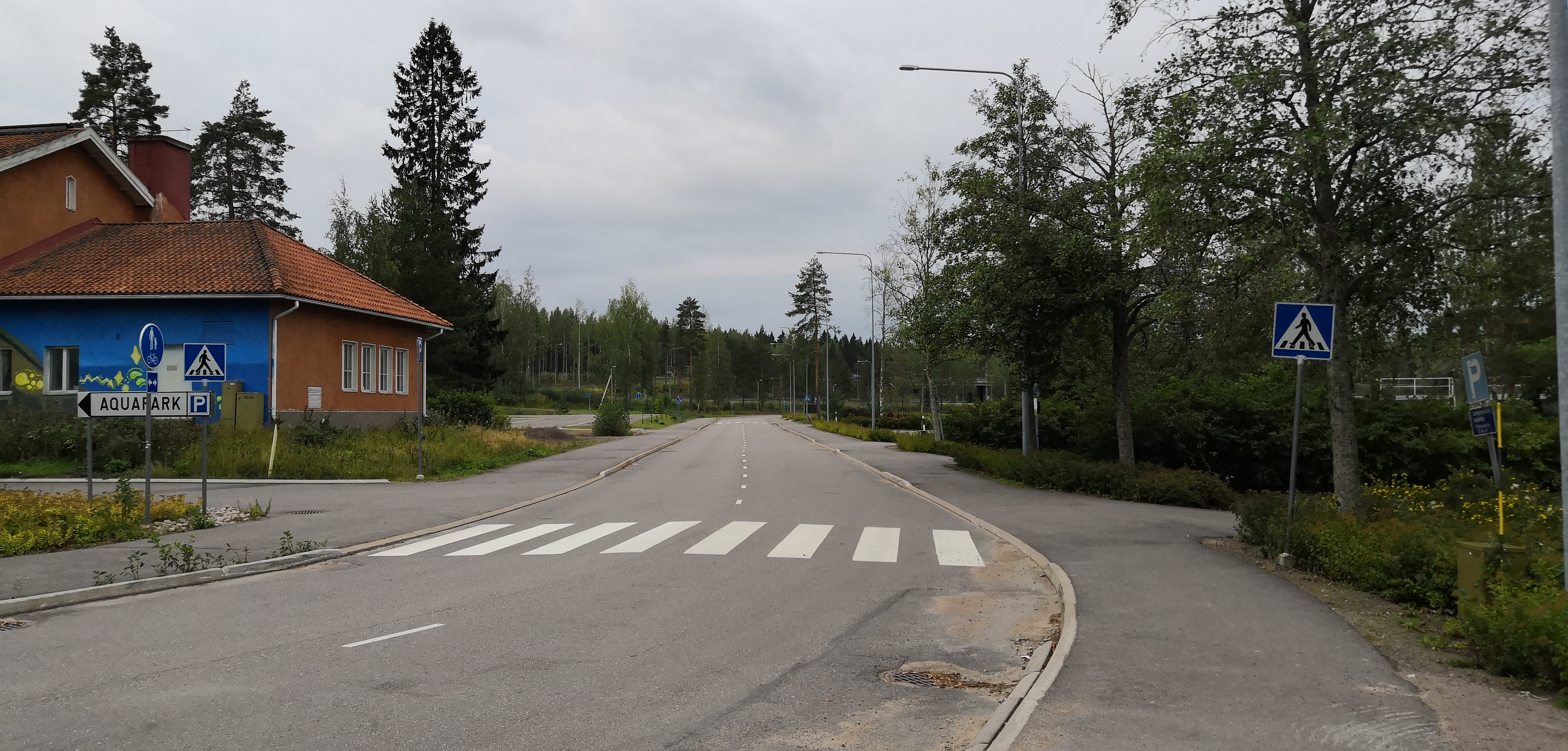
La route Käyrälamentie sur la rive du lac Käyrälampi, à côté de la plage.